# Župnija Celje – Sveti Jožef
Župnija Celje – Sveti Jožef je rimskokatoliška teritorialna župnija dekanije Celje škofije Celje.
Do 7. aprila 2006, ko je bila ustanovljena škofija Celje, je bila župnija del celjskega naddekanata škofije Maribor. Do reorganizacije nadekanatov in dekanij Škofije Celje 1. septembra 2021, je bila župnija sestavni del Dekanije Celje.